# 布达佩斯大饭店
《歡迎來到布達佩斯大飯店》（英語：The Grand Budapest Hotel）是一部於2014年上映的喜劇劇情片。電影由魏斯·安德森執導和編劇，並圍繞著悲劇、戰爭、法西斯主義、藝術、懷舊、復仇、友誼和忠誠。雷夫·范恩斯在17人的群戲中擔綱祖部羅卡共和國山腰度假勝地的著名禮賓部人員古斯塔夫·H先生。當古斯塔夫被誣陷殺死有錢寡居貴婦（蒂達·史雲頓飾）時，他和近期成為朋友的門生茲羅（東尼·雷佛羅里飾）在逐漸被侵蝕的大混亂背景下開始尋求財富和一幅無價的文藝復興畫作。安德森的美國經驗主義影業、巴貝爾斯堡攝影棚以及火焰草的和史蒂文·雷爾斯共同參與製片，而福斯探照燈影業持有它的商業發行權。《歡迎來到布達佩斯大飯店》的資金來自火焰草和德國政府資助的回馈计划。
《歡迎來到布達佩斯大飯店》一開始是安德森和長期合作人雨果·吉尼斯以共同朋友為靈感創作出一個角色，並以其構想出一齣支離破碎的故事。他們先前努力讓這個想法走得更遠，但他們遊歷完歐洲以及查閱奧地利小說家的文學作品後影響了他們對電影的方向。《歡迎來到布達佩斯大飯店》在視覺上參考了以歐洲為背景的20世紀中期好萊塢電影和國會圖書館的上色阿爾卑斯山度假勝地照片集。主體拍攝在德國東部進行，從2013年1月至3月總共花了十週。法國作曲家亞歷山大·戴斯培透過他與安德森合作的早期作品中做了進一步詮釋，而製作了具交響性和受到俄羅斯民謠影響的配樂。
《歡迎來到布達佩斯大飯店》於2014年2月6日在第64屆柏林影展正式競賽中進行首映。電影於2月26日在法國戲院上映，隨後於3月6至7日在德國、北美和英國發行後開始在全球放映。儘管電影對主題方面的處理、零散的故事情節和角色的刻畫上偶爾遭到影評人反對，但依舊獲得好評。BBC選擇《歡迎來到布達佩斯大飯店》為21世紀百大電影之一。電影全球票房收入高達1億7,290萬美元，是安德森目前為止最高收入的長片。本片在第87屆奧斯卡金像獎獲得九項提名（贏得四項），並主要以劇本和技術的成就贏得幾項榮譽。

## 劇情
一名年輕女孩在參觀著名作家「著者」（Author）的紀念所時，手拿著一本他的名著《歡迎來到布達佩斯大飯店》。電影以著者敘述一段1985年摘錄正式開始揭開他的事跡，之後閃回至他1968年曾住在一座今不如昔的酒店。在那裡他遇到酒店的管理人茲羅·穆斯塔法（Zero Moustafa），他邀請著者共進晚餐，並講述他鹹魚翻身的故事。
1932年，茲羅是久負盛名的布達佩斯大飯店新聘的男門僮。飯店講究的禮賓部人員古斯塔夫·H先生（Monsieur Gustave H.）專勾搭年老有錢的客人，當中包括84歲的有錢寡居貴婦D夫人（Madame D.）與他有將近20年的戀情。
D夫人最後拜訪酒店不久後，古斯塔夫從茲羅口中得知她神秘死亡。他和茲羅於是去她的莊園盧茨城堡（Schloss Lutz）表示他們對其的尊敬，並遇到她尚存的親戚正在聽律師副手維爾莫斯·科瓦奇（Deputy Vilmos Kovacs）宣讀遺囑。科瓦奇宣讀在最新的遺囑附錄中要將一幅無價的文藝復興畫作《蘋果少年》遺贈給古斯塔夫。夫人的兒子德米特里（Dmitri）十分憤怒，並強烈希望古斯塔夫要被抓起來。古斯塔夫和茲羅離開，並以保險起見帶著畫作逃跑。
回到布達佩斯大飯店，古斯塔夫以謀殺D夫人被逮捕。他在坐牢期間與一組囚犯們成為朋友，而他們秘密組織逃跑計劃。茲羅的女友阿加莎（Agatha）是曼德糕餅店（Mendl's）的學徒，所以茲羅將給古斯塔夫的挖掘工具放進她做的糕點中。古斯塔夫和其他人鑿出出路後便星飛雲散。當茲羅和古斯塔夫重聚後，他們開始協助禮賓部人員組成的「十字鑰匙協會」（the Society of the Crossed Keys）來證明古斯塔夫的清白。他們得知夫人有第二份遺囑，並只有在她被謀殺時才生效，但已經遺失。
古斯塔夫、茲羅和阿加莎返回布達佩斯大飯店，但發現早就變成軍事總部。阿加莎於是悄悄溜進去取走《蘋果少年》。當她正準備離開時，德米特里恰巧進到酒店發現了攜帶著畫的她。古斯塔夫和茲羅衝去拯救阿加莎免受傷害時，她已經逃出德米特里的魔掌。他向他們開火，並與祖部羅卡部隊展開一場激烈（但令人困惑）的槍戰。阿加莎嘗試逃跑，結果導致她和茲羅掛在露台上，之後安全掉在一車裝滿糕點的貨車上。
夫人的第二份的遺囑貼在《蘋果少年》的背面上，內容是讓古斯塔夫成為遺產的受益人。他繼她成為布達佩斯大飯店的主人，並成為祖部羅卡最有錢的人之一。當坐火車的時候，古斯塔夫、茲羅和阿加莎遇到一名士兵，並撕毀了茲羅的難民證。古斯塔夫嘗試打發士兵，結果被士兵射死。茲羅作為古斯塔夫唯一的繼承人，因此繼承了他的遺產。阿加莎與他們的嬰孩死於疾病，為了紀念阿加莎，他保留了如今衰敗的布達佩斯大飯店。這一場經歷寫入著者的名著中，而電影結束時那名年輕女孩正在他的紀念碑旁閱讀《歡迎來到布達佩斯大飯店》。

## 演員表
演員名單來自Fandango。
- 雷夫·范恩斯 飾 古斯塔夫·H先生（Monsieur Gustave H.），布達佩斯大飯店著名的禮賓部人員
- 東尼·雷佛羅里 飾 茲羅·穆斯塔法（Zero Moustafa），由古斯塔夫指導的新聘男門僮
  - F·莫瑞·亞伯拉罕 飾 老年茲羅
- 阿德里安·布罗迪 飾 德米特里（Dmitri），D夫人的兒子
- 威廉·達佛 飾 J·G·喬普林（J. G. Jopling），德米特里僱用的魁梧刺客
- 瑟夏·羅南 飾 阿加莎（Agatha），麵包店學徒和茲羅的愛人
- 蒂達·史雲頓 飾 D夫人（Madame D.），有錢的寡居貴婦和飯店的秘密主人
- 爱德华·诺顿 飾 阿爾伯特·漢克爾斯（Albert Henckels），負責夫人謀殺案的警察
- 馬修·亞瑪希 飾 仆人X（Serge X），為夫人工作的詭詐管家
- 傑夫·高布倫 飾 科瓦奇（Kovacs），為布達佩斯大飯店利益代理的律師
- 哈维·凯特尔 飾 路德維希（Ludwig），第十九檢查站（Checkpoint Nineteen）的監獄團伙領導人
- 湯姆·威爾金森 飾 著者（Author），《歡迎來到布達佩斯大飯店》的作家
  - 裘德·洛 飾 1968年的年輕著者
- 比爾·莫瑞 飾 M·伊萬（M. Ivan），古斯塔夫的友人和隸屬於十字鑰匙協會的幾個禮賓部人員之一
- 傑森·薛茲曼 飾 M·吉恩（M. Jean），十字鑰匙協會的禮賓部人員
- 蕾雅·瑟杜 飾 克洛蒂德（Clotilde），盧茨城堡的女僕
- 歐文·威爾森 飾 M·切克（M. Chuck），十字鑰匙協會的禮賓部人員

其他演員包括拉里·派恩飾演莫舍先生（Mr. Mosher）、飾演弗朗茲·穆勒（Franz Müller）、飾演僕人的姐姐、
沃爾夫拉姆·尼拉尼克（Wolfram Nielacny）飾演貝克先生（Herr Becker）、飾演皮尼克（Pinky）、飾演沃爾夫（Wolf）、福爾克·米查羅斯基（Volker Michalowski）飾演岡瑟（Günther）、飾演中尉、飾演M·馬丁（M. Martin）、飾演M·羅賓（M. Robin）、飾演M·喬治斯（M. Georges）、飾演M·迪諾（M. Dino）和盧卡斯·海吉斯飾演水泵工。

## 製作

### 籌備

安德森在《歡迎來到布達佩斯大飯店》的柏林首映會

《歡迎來到布達佩斯大飯店》的故事草稿於2006年開始，當時魏斯·安德森與長期合作人雨果·吉尼斯創作了一份長達18頁的劇本。他們以一個共同朋友為靈感創作一個角色，並以此構想出一齣支離破碎的故事，背景發生在現代法國和英國。儘管他們創作的的原型可以粗略剪一條12分鐘的影片，但安德森和堅尼斯因無法合併統一的事件順序來推進故事而使這項合作計劃停滯不前。到這個時候，安德森由於對奧地利小說家的作品依稀有印象，所以開始研讀它們。他被褚威格深深吸引，並著迷於、《昨日的世界》和《變形的陶醉》當中宿命論者的神話以及褚威格所描繪20世紀初的維也納。安德森還參考了舊時照片和以歐洲城市為背景的20世紀好萊塢喜劇。由於他從主流媒體對前第二次世界大戰歐洲歷史的理想化清醒過來，所以最終以一條另類的時間線來追求一齣歷史仿品。當《歡迎來到布達佩斯大飯店》正式定型，安德森重新開始創作，並花了6週完成劇本。製片人敲定傑·克拉克（Jay Clarke）來指導電影影像分鏡製作，而安德森為此配音。
在視覺主題上的另一個靈感是來自安德森遊覽歐洲的經歷。導演在構思作品前參觀了維也納、慕尼黑和其他主要城市，但大部分勘景是在他成長劇情片的坎城影展首映會之後進行。他和製片人遊覽匈牙利布达佩斯、義大利水療小城、捷克度假勝地卡罗维发利以及德國，並諮詢酒店的工作人員來對現實禮賓部人員的工作有個準確概念。

### 選角
《歡迎來到布達佩斯大飯店》當中全體的17位演員皆為著名的演員。安德森慣常找一群長期的合作人參演——比爾·莫瑞、阿德里安·布罗迪、艾德華·諾頓、歐文·威爾森、蒂妲·絲雲頓、哈維·凱托、威廉·達佛、傑夫·高布倫和傑森·薛茲曼都曾出現在他的一部或多部作品中。諾頓和莫瑞在收到劇本後立刻簽約。《歡迎來到布達佩斯大飯店》的群演大部分都是客串。由於這些角色的局限性，所以布洛迪表示最顯著的挑戰是讓電影的喜劇元素以及其他的嚴肅主題保持平衡。除絲雲頓之外，所有演員都是電影製片人的第一選擇。原本他們期望來飾演D夫人，但她因事先接下《溫馨接送情》的舞台劇版而放棄角色。演員一旦被錄用後，製片人就會鼓勵他們研究電影原始資料來作準備。從安德森的角度來看，達佛和范恩斯特別認為影像分鏡有助於將《歡迎來到布達佩斯大飯店》概念化。儘管達佛不常談起它們，卻說：「因為你會想『好吧，他自有計劃』，所以它們十分有用。然而你不會想靠分鏡來演出。你只想要依靠當下的感受。」
安德森渴望一名英國演員來飾演古斯塔夫，而范恩斯是他多年來要求合作的演員。范恩斯對這個提議感到驚喜，因為他當時渴望從他著名的反派角色中脫離出來，並認為古斯塔夫身上有令人注目的瀟灑。范恩斯表示因為安德森監督的範圍讓演員不能在場進行即興表演，所以一開始讓他不確定如何去體會角色，而限制了他通常出自本能的表演風格。然後，古斯塔夫角色的方向無論演出得過度戲劇化還是自然流露都成為另一個風格問題。范恩斯參考了幾種方式去塑造他的角色性格，當中包括他在指導的劇情片《陽光情人》當中所飾演的逃離法西斯主義迫害的三個匈牙利猶太人、他年輕時在倫敦布朗酒店短暫擔任行李員的工作經歷，以及閱讀《昨日的世界》。強尼·戴普曾有報導說是古斯塔夫早期的候選人，這一說法遭到了安德森的否認，但之後又據稱他們因檔期衝突而停止洽談。
選角導演道格拉斯·艾伯爾（Douglas Aibel）負責找適合的演員來飾演年輕的茲羅。艾伯爾花了數月去尋找潛在的演員讓他感到十分棘手，因為他無法滿足阿拉伯血統的不知名青少年演員這個要求，並說：「我們只是嘗試在這個過程中竭盡全力。」電影製片人在埃及、黎巴嫩、以色列、法國、英國和美國舉辦試鏡後修改了這個角色的種族準則。最終，電影製片人將搜索範圍縮小至危地馬拉血統的新人東尼·雷佛羅里和哥哥馬利奧（Mario），而東尼憑藉試鏡帶的表現而取得角色。他和安德森以建立融洽關係而共同排練4個月後才開始拍攝電影。亞伯拉罕花了一星期來拍攝老年茲羅的戲份。
瑟夏·羅南於2012年11月參演《歡迎來到布達佩斯大飯店》。羅南雖然是安德森的忠實粉絲，但她害怕安德森執導時面無表情、戲劇的表演風格特徵會很難掌控。她對導演的堅定信念感到安心，並說：「他非常好的指導每個人。他牢固地維持自己所見事物以及對他所做的一切都很滿意。他知道這會有效。」在嘗試了德國、英國和美國口音後，安德森決定讓羅南使用原來的愛爾蘭口音來飾演阿加莎。他們覺得愛爾蘭口音能讓阿加莎身上有一副溫暖且活躍的靈魂。

### 拍攝

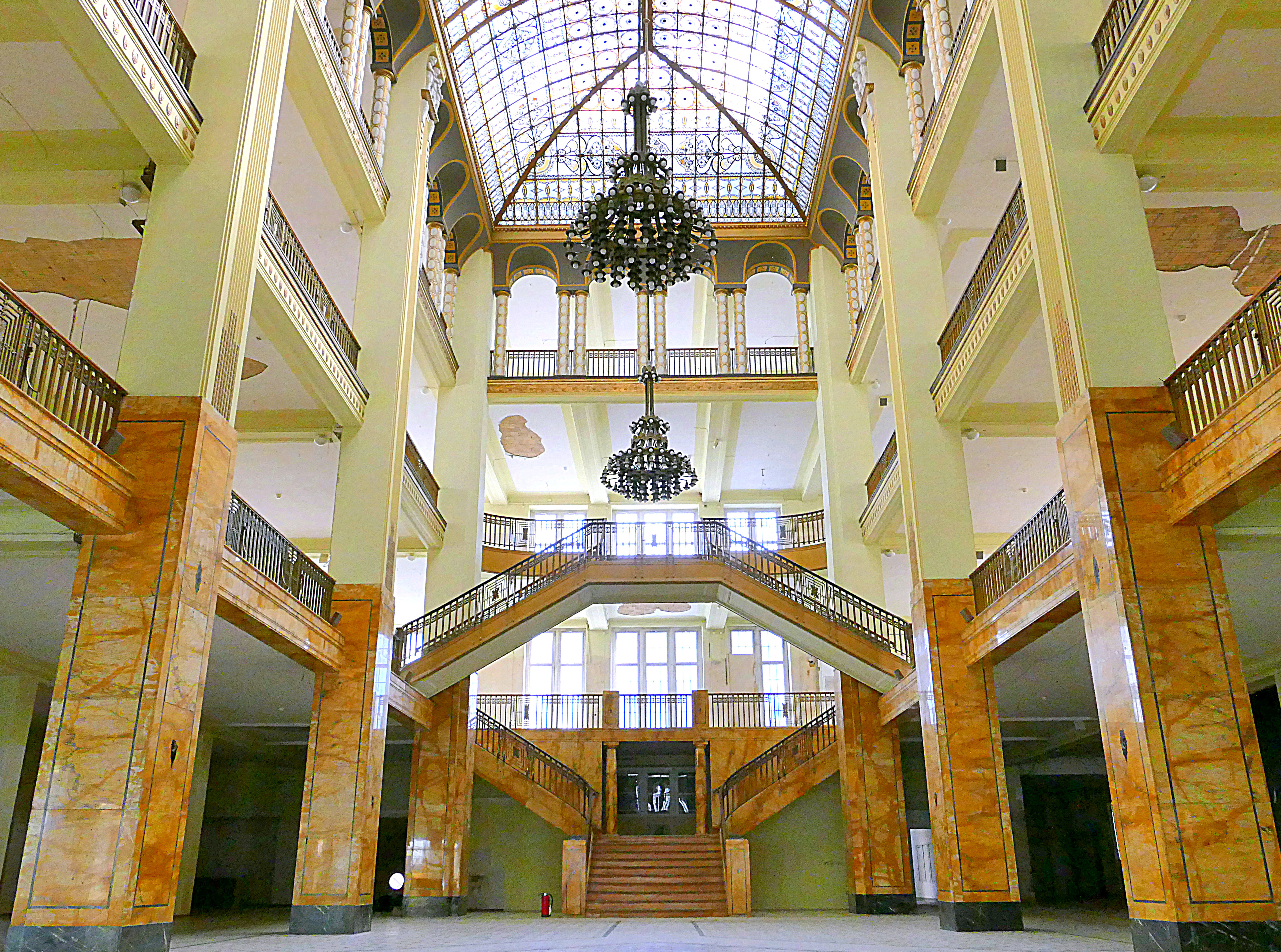
倒閉的格尔利茨百货商店中庭（攝於2015年）為了布達佩斯大飯店大廳而增大一倍

這部作品是攝影指導羅勃·約曼與安德森合作的第8部電影。約曼跟安德森參與了早期一段時間的勘景，並以評估某些場景的呈現而與全體電影文替錄製片段。約曼參考了维托里奥·斯托拉罗在浪漫音樂劇中所使用的戲劇性的照明技巧。2013年1月至3月，電影製片人在德國東部花了10週拍攝，並受到德國政府的聯邦電影基金和勃蘭登堡媒體促進協會的稅項扣除資助。他們還認為德國極具吸引力，因為製片基地受到地理限制而促進高效率的後勤工作，但是早冬嚴寒的天氣和白晝變短，再加上用於攝影的膠片變慢而擾亂了拍攝檔期。為了解決這些問題，製片人使用人工照明、加快日常工作進度和在黃昏拍攝晚戲。
主體拍攝在柏林城郊的巴貝爾堡攝影棚和薩克森東部尼薩河流域的中型邊城取景。電影製片人在空置的20世紀格尔利茨百货公司組織了最大的內部場景，而中庭為布達佩斯大飯店大廳增大一倍。頭兩層作為製片工作室和騰出空間儲存相機和衣服。安德森曾有一時考慮買下百貨公司以免被拆除。他和製片人之所以對這空置的建築有興趣，是因為這樣他們可以行使完全的藝術控制權，以及太過在營業酒店踩點得遵循強大的拍攝限制，這會讓人質疑《歡迎來到布達佩斯大飯店》的完整性。盧茨城堡的外部是拍攝於18世紀建造的海紐瓦爾德莊園（Hainewalde Manor），而內部則拍攝於沃爾登堡城堡。在薩克森當中的其他地方，製作移師到了拍攝奧斯特斯坦城堡，以及在首府德累斯顿的茨溫格宮和普豐德奶酪店（Pfunds Molkerei）拍攝其中幾幕。

### 攝製
約曼拍攝35毫米影片《歡迎來到布達佩斯大飯店》時，使用了由阿萊柏林工作室提供的單個Arricam Studio相機的柯達Vision3 200T 5213底片。他需要使用Chapman-Leonard Hybrid III攝影機移動臺車來拍攝推軌鏡頭，並以齒輪雲台來達到電影中大部分的快速搖攝。對大於90度的快速搖攝，電影製片人安裝米切爾攝影機公司OConnor Ultimate產品線的液體云臺來營造出更好的精確性。安德森要求約曼和作品器械師桑傑·薩米（Sanjay Sami）特別關注用新方法來拍攝戲份。因此，他們使用垂直升降拍攝系統、伸縮相機平台在樓層間互相穿梭，有時也用升降鏡頭取代。例如在第十九檢查站越獄一幕中，提燈從牢房地板的洞掉到地下室，電影製片人倒立懸掛垂直升降拍攝系統讓攝像機可以下降到地面。
《歡迎來到布達佩斯大飯店》的拍摄范围使用了三種長寬比，這樣可以簡化電影劇情和喚起同期美感。《歡迎來到布達佩斯大飯店》的多種類結構是源於安德森渴望以1.37：1的學院比例拍攝。製作在1932年為背景的戲份使用了學院比例，而根據約曼的說法，這為電影製片人提供了比常規更大的頭部空間。他和製片人參考了恩斯特·劉別謙和那個時期的其他導演來適應上述形式所產生的構圖。電影製片人在現代戲份安排標準的1.85：1比例，而1968年的戲份則是以變焦和定焦變形鏡頭的庫克Technovision系列的寬螢幕2.40：1比例所攝製。庫克鏡頭營造有限的質感，缺乏了潘那維申鏡頭的高清晰度。
約曼在室內片段時用鎢絲白熾燈和DMX亮度調整燈照亮。劇組在伸展的平纹细布上裝配20盞4KHMI燈來營造百貨公司天花板，這種佈置使某個地方的反射光穿透天窗，從而突出背景的採光。約曼更喜愛照明這個選擇，因為暖和的鎢絲燈和微涼的採光形成對比。當電影製片人故意拍攝比較沒那麼吸引力的飯店佈景時，例如茲羅和古斯塔夫的小睡房和布達佩斯大飯店的僕人住所，為了歷史準確性會將螢光燈、紙燈籠和最主要的白熾燈結合起來。
總部位於的LUXX工作室和Look Effects德國分公司（同樣位於司徒加特）在加布里埃爾·桑切斯（Gabriel Sanchez）的指導下負責《歡迎來到布達佩斯大飯店》大部分特效。他們當中一小群專門的藝術家將電影創作成300個片段。電影特效的進展非常快，但有時卻很困難。《歡迎來到布達佩斯大飯店》殺青後，由於Look Effects開設了司徒加特總部，所以桑切斯無法在片場與安德森合作，因此只能參考他與導演先前的合作經驗。這位來自加州的藝術家是第一次處理國際工作，並開始想家。新組的團隊中只有4名藝術家有過在數百萬美元設備的工作室中工作過。
由於特效的技術要求，它們的製作過程令人望而卻步。電影製片人在森林追逐戲中掩飾了一些定格動畫和遮罩特效來傳達所需的強度，而通過粒子特效來增強雪景效果卻造成另一個難題。桑切斯以天文台和酒店的鏡頭作為最能彰顯他特效團隊獨創性的作品。為了實現1968年布達佩斯大飯店頹敗的粗野主義設計風格，他們生成了電腦模型，並補充細緻的光線、遮罩特效和大片的陰影。劇組也使用了類似的技術來開發天文台的數位鏡頭。與飯店不同的是，天文台的微型模组呈碎片狀。他們給天文台嘗試了20種元素，並根據安德森的要求讓數據更進一步增強。每個鏡頭大約花1小時來完成最後的數位渲染。

### 佈景
另一位安德森合夥人亞當·斯托克豪森負責《歡迎來到布達佩斯大飯店》的佈景設計。他和安德森之前有在和合作過。斯托克豪森查找國會圖書館的上色阿爾卑斯山度假勝地的照片集，為電影的視覺用色獲取靈感。這些照片幾乎辨識不到歐洲，而是對公眾不知道的無名歷史地標分門別類。最後風格選擇以柔和偏淺的色調來突出溫暖、明亮的用色。一些《歡迎來到布達佩斯大飯店》的室內佈景與室內鏡頭形成鮮明對比，主要在盧茨城堡和第十九檢查站：盧茨城堡壯觀的硬木、強烈的綠色和金色令人有壓迫性財富的感覺，而廢棄的第十九檢查站以淡淡的冷藍灰色呈現出衰敗的感覺。
電影製片人在闡述鏡頭時依靠繪景和微縮模型效果技術來玩弄角度，而創造出規模宏大的假象。在西蒙·維塞（Simon Weisse）的領導下，巴貝爾斯堡攝影棚中來自柏林的道具製作團隊建造建築的比例模型，並同時在哥利茲拍攝。維塞因在《雲圖》工作時引起製片經理
米奇·埃姆里希（Miki Emmrich）的注意後加入《歡迎來到布達佩斯大飯店》設計組。安德森喜歡這種微縮模型的新穎感，所以曾使用在，並更廣泛用在《了不起的狐狸爸爸》。
維塞和他的道具師根據藝術指導卡爾·史普瑞格的概念圖建造了3座主要的微縮模型：1比8的森林、1比12的天文台和1比18的布達佩斯大飯店。布達佩斯大飯店的佈置包括枝繁葉茂的壁架和地面纜車上的飯店大樓，而界線是以的山水畫與去背技術互相疊加而成。設計師用矽膠樹脂塑模和蝕刻黃銅裝飾來建造出3米高（9.8英尺）的飯店。百貨公司佈景的相片接著黏在盒中，並裝在每扇窗戶上營造光的錯覺。纜車的35度斜坡需要獨立側面的模型。天文台的佈景是由木材、焊接黃酮、顆粒糖粉和發泡膠建造，而森林模型的積雪則由聚酯纖維填塞物製作。
受到文藝復興肖像畫技法的影響，英國畫家邁克爾·泰勒（Michael Taylor）花4個月來創作《蘋果少年》。泰勒在受到劇本和原始資料前曾接觸其中一位製片人，而電影的藝術指導激發了他的興趣。畫家原本是自行創作，但當畫作的某些方面與導演的觀點不符，就會聽從安德森對其的想法。泰勒認為最初的創作過程十分困難，因為要努力讓《蘋果少年》博採眾長的想法成為現實。他表示雖然自己對安德森的作品不熟悉，但這種陌生感能讓他灌輸畫作獨特的特徵。製片人試鏡《蘋果少年》的主角時會取決於他是否有精瘦的金髮男孩形象，並有芭蕾舞舞者的運動員骨架。試鏡後的第二天，他們簽了有演過電影的演員艾德·門若（Ed Munro）。電影製片人在詹姆斯寄宿學校上繪畫課，接著在泰勒的家附近百無聊賴地過暑假。電影製片人給門若身穿50套華麗服裝，包括天鵝絨披風、遮陰布和皮毛大衣，每一套拍攝完後就交給安德森審批。門若覺得幾小時穿著服裝保持同個姿勢和臉部表情很辛苦。
安·阿特金斯（Ann Atkins）是《歡迎來到布達佩斯大飯店》的首席平面設計師。她從采景中所收集的參考資料來設計祖部羅卡的東西，包括報紙、鈔票、警方报告和護照。阿特金斯是電影新手，但在廣告設計中有獲得寶貴的專業知識，當在片場拍攝次數達到高峰時，她每天為單個人工製品畫出20份草稿。她用舊式打字機打出文件，並用沾水筆作點綴的書寫。在她早期的工作中得創作受到侵蝕和磨損的道具來準確符合電影時間線。為了實現長期暴露在空氣的樣子，阿特金斯將紙上沾的茶漬吹乾。她說：「對我而言，一段時期製片的美麗之處就是你在平面設計師存在之前就做了平面設計一段時間。工匠才是真正的設計師：鐵匠在鑄鐵大門設計字母、裝玻璃的工人在彩色玻璃雕塑字母、畫廣告牌工為店面畫上字母、印刷工為文具選擇印刷字體塊。」
糕點是《歡迎來到布達佩斯大飯店》的重要主題。曼德糕餅店鏡子上的招牌「courtesan au chocolat」是法國甜點「修女泡芙」，它以花結酥皮為基底，而餡料是摩卡（或巧克力）漿和香草卡士達。哥利茲的糕點師傅與安德森進行最終設計後製作了「courtesan」。

### 服裝設計

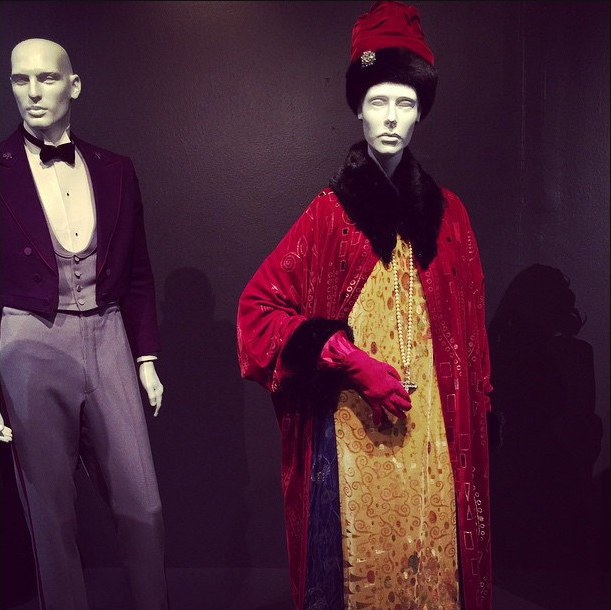
在洛杉磯時尚設計商業學院博物館服裝展上的D夫人整套核心長袍大衣

資深服裝設計師米蘭拉·坎農諾努力去捕捉電影角色的精髓。坎農諾查找了1930年代的制服設計、攝影師喬治·赫雷爾和曼·雷以及畫家凱斯·凡·東根、古斯塔夫·、喬治·格羅茲和塔瑪拉·德·藍碧嘉當時的藝術作品。坎農諾還深受非當代文學和藝術的影響。電影製片人在他們哥利茲的作坊縫製基本的服裝，其他來自柏林的劇場藝術公司（Theaterkunst），而制服則是來自波蘭的作坊。他們為群眾鏡頭的臨時演員租借復古裝。坎農諾為布達佩斯大飯店的制服使用藕合色和深紫色的海恩斯沃思（AW Hainsworth）面巾，而不是通常招待制服中更柔和的顏色。她根據劇本中軍裝不能綠色或太有歷史辨識度的規範查找了各種灰黑色軍服的想法。安德森親自製作大多數徽章，偶爾會接受坎農諾在羅馬工坊的設計。
電影製片人給角色賦予了迥然不同的外觀。他們以面部毛髮來區分男性，並襯托出他們鮮明的風格。古斯塔夫的衣物旨在讓人感覺就算他處於崩潰之中都有「完美和控制權的感覺」。安德森和坎農諾在阿加莎身上加諸墨西哥形狀的面部胎記和頭髮上佩戴的小麥髮片，來反映她工人階級的聲譽和她亮眼的糕點。安德森和坎農諾從之前的專業關係為夫人身穿芬迪Klimtesque手印圖案和貂皮鑲邊的整套絲綢天鵝絨的長袍大衣。芬迪為諾頓飾演的阿爾伯特設計出灰色阿斯特拉罕羔羊毛大衣，並借出其他毛皮大衣來滿足拍攝需求。為了替絲雲頓進行老年容妝，化妝師馬克·庫里爾（Mark Coulier）在她臉上用柔軟的矽橡膠假體壓縮進的可溶性塑膠成型物。達佛飾演的喬普林穿著啟發自軍隊騎兵通訊員外衣的普拉達皮大衣，並戴著來自珠寶家瓦里斯·阿盧瓦利亞（Waris Ahluwalia，安德森的好朋友）訂製的銀關節戒指。坎農諾用精美的紅色羊毛針織和前驳头裏的武器隔層來改裝大衣。

### 音樂
安德森聘請亞歷山大·戴斯培為電影創作受到俄羅斯民謠影響的配樂，且涵蓋具交響性的樂曲和背景的持續音，而巴拉萊卡琴是構成配樂的音樂核心。這種樂器讓安德森和音樂監製藍道爾·波斯特有機會沈浸在陌生的音樂類型中，所以他們花了6個月的時間去諮詢專家來擴展自己的視野。由於《歡迎來到布達佩斯大飯店》的配樂具有古典根基，所以在安德森所有執導的電影中獨樹一幟，並放棄了編劇兼導演選擇當代流行樂的慣常做法。戴斯培認為他對安德森癖好的了解是構成電影配樂能清楚表達成東歐音樂的主要原因。他的發展方向更對《了不起的狐狸爸爸》和《月昇冒險王國》當中的一些音響製作和樂器作了進一步的詮釋。除此之外，戴斯培的職責範圍還牽涉到要讓電影龐大的角色陣容中每個人都有與眾不同的旋律主題和中心思想。ABKCO唱片於2014年3月4日以數位形式發行了一張有32首曲子的原聲帶專輯。它當中包含採樣歌曲，並有管弦樂隊參與，例如奧西波夫州俄羅斯民謠管弦樂隊以及50位來自法國和俄羅斯的巴拉莱卡琴演奏家所組成的樂團。

## 主題與風格
沈默寡言的安德森在《歡迎來到布達佩斯大飯店》製作期間進行訪問時並沒有討論任何主題，而是對電影給出了幾種詮釋。一些研究舉證電影的主題中心將悲劇、戰爭、法西斯主義和懷舊的信息揉合在一起。

### 懷舊與法西斯主義
專題研究曾調查電影中對懷舊的探索，這個主題是安德森全部劇目中的重中之重。《歡迎來到布達佩斯大飯店》的世界是對懷舊的嚮往，當中角色延續了「他們不應活在當代的幻覺」，營造出的結果與其說重溫消失年代，不如說將過去浪漫化。儘管一些意見指出《歡迎來到布達佩斯大飯店》是安德森對理解編劇和導演的自身反省，但是有其他影評人認為電影的非線性敘事架構提供了人類記憶科學的「強烈」潛台詞。學者唐娜·科恩哈伯（Donna Kornhaber）認為《歡迎來到布達佩斯大飯店》鞏固了安德森近期電影定義集體主義時越來越暗黑的弦外之音。
《歡迎來到布達佩斯大飯店》不是直接影射歷史事件，而是拐彎抹角的將真實歷史參考為故事背景。參考當中最有意的就是暗指納粹主義。電影中也許最戲劇性的權利腐化是祖部羅卡軍隊入侵布達佩斯大飯店，以及酒店大廳新裝修地毯的法西斯標誌與宣傳電影《意志的勝利》的場景很相似。古斯塔夫的黑白條紋服讓人想起集中營的營服，以及他對工作堅定不移的奉獻成為能危及他生命的違抗行為。《大西洋》的諾曼·L·艾森（Norman L. Eisen）稱《歡迎來到布達佩斯大飯店》是納粹大屠殺慘況的警示性故事，並審視納粹動機時是透過喜劇在戰後歐洲歷史穿梭。他聲稱某些主要角色象徵受壓迫者——公開的雙性戀者古斯塔夫代表LGBT社群、難民茲羅代表非白人移民，而科瓦奇代表猶太民族——和像德米特里的壓迫者，他是類似組織的法西斯監工。影評人丹尼爾·加勒特（Daniel Garrett）表明古斯塔夫有違抗法西斯的人類完美觀念，因為儘管他擁有專長，卻仍十分重視同伴的缺陷。加勒特對此寫道「古斯塔夫並不驚訝於不安或慾望的感受，抑是蔑視心靈創傷或殘障，接著他分享價值觀給員工、給茲羅。儘管他追求卓越、儀式和風格，但他仍懂得內心、努力和靈魂」。

### 友情與忠誠
影評人討論《歡迎來到布達佩斯大飯店》的另一個主題是對友情與忠誠的探索。茲羅的確是古斯塔夫唯一的朋友，而他從未動搖的忠誠（起初他倆是導師和後進的關係）建立了電影中最強有力的關係。古斯塔夫一開始對茲羅毫無波瀾，但在他們隨後的際遇中，他對新聘學員的困境越來越產生共鳴，並透過共同對飯店的熱忱而團結，所以經歷這一切後，他才在警察面前挺身保護茲羅免受傷害，並用遺產來獎勵他的忠誠。茲羅和阿加莎之間沒那麼重要的戀情與他和古斯塔夫的友情一樣是穩固的存在。他以紀念死去戀人的名義繼續營運飯店，儘管被殺的古斯塔夫才是真正代表布達佩斯大飯店的靈魂。電影的主題強調愛情、友情以及高尚、莊重和自控結合在一起的故事，《紐約客》的理查德·布羅迪表明這形成了「超越意外情況和特別歷史事件的道德政治靈魂」。
科恩哈伯聲稱《歡迎來到布達佩斯大飯店》關注在不相稱配對的動態而形成關鍵的中心思想。古斯塔夫和茲羅友情的不尋常形勢似乎反映了「對歷史和文化歸屬感概念（的依戀），他們最終發現要透過彼此才能最好的被表達出來」，當中的代表是兩人對布達佩斯大飯店的尊重而發現最基本的親切感。

### 顏色
《歡迎來到布達佩斯大飯店》使用的色彩突出了敘事風格，並在主題和時間的流逝上傳達視覺重點。電影在戰前布達佩斯大飯店的鏡頭中避開安德森標誌性的淡黃色，而是鮮紅、粉紅和紫色這種鮮明的用色風格。隨著時間逐漸逼近戰爭，有時在茲羅戰時記憶的鏡頭中會以完全的黑白色來強調逐漸的色調變化。戰後布達佩斯大飯店的視覺色調大多為柔和的米色、橙色和淺藍色，來表明飯店的聲望正在下降。光線在重溫茲羅歷史的關鍵鏡頭時會強調情緒提示，例如當電影呈現關於阿加莎死亡的回憶時，頂光在中景的雙人鏡頭中開始黯淡起來，產生明暗對照的效果。

## 發行

### 市場營銷

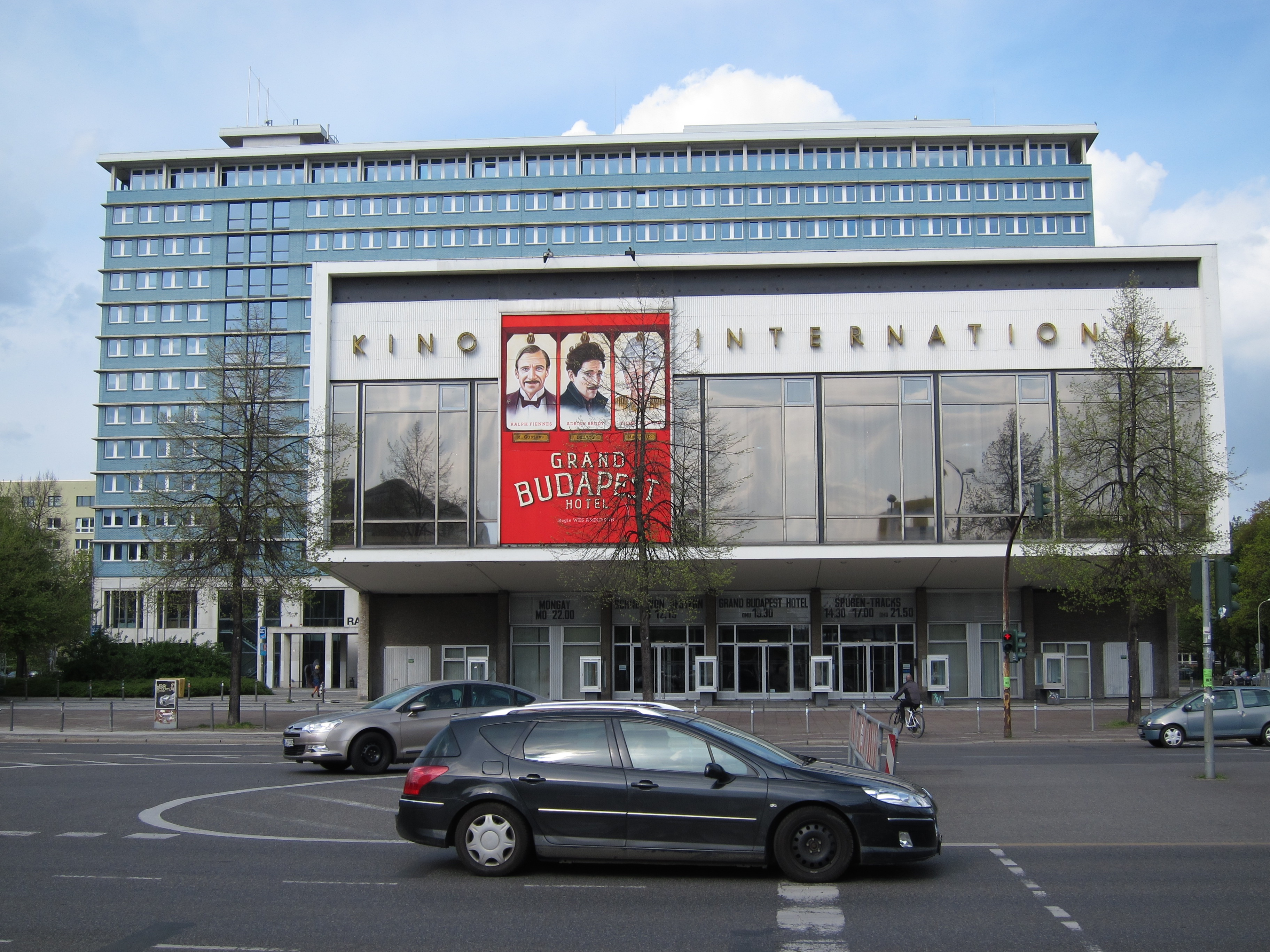
在柏林國際影城的電影放映

《歡迎來到布達佩斯大飯店》於2014年2月6日在第64屆柏林影展主競賽首映，並贏得評審團大獎銀熊獎。電影是安德森第3度入選影展競賽。它領銜於2014年2月20日至3月2日期間舉辦的第10屆格拉斯哥影展，之後於2月27日在紐約的林肯中心電影協會作北美首映。
福斯探照燈影業帶頭開展了營銷活動。他們的策略包括發行商品、全球巡迴宣傳、建立有關祖部羅卡文化的模擬網站和強調演員身上明星效應的預告。他們其中一項最重要的營銷策略是講解影片，其詳細描述了製作與曼德糕餅店製品相同的甜品，並將粉絲提交給製片人的影片用於烹飪聯播網的電視商業廣告上。普拉達在柏林旗艦店店內陳列了與安德森聯手的定製行李箱系列。
《歡迎來到布達佩斯大飯店》於2014年2月26日在法國上映，隨之在全球推出。全面放映在第二週擴展至德國、比利時、英國、美國（3月7日）和其他兩個國際市場。《歡迎來到布達佩斯大飯店》在美國開場時維持長達一個月的有限上映，並起初在紐約和洛杉磯的4間藝術影院放映。在第87屆奧斯卡金像獎提名名單宣佈後，福斯在多個城市以短暫的重新上映廣告來重新增加電影在影院的存在感。

### 家用媒體
福斯探照燈影業於2014年6月17日以DVD和藍光光碟的形式重新發行。光碟中包括莫瑞鏡頭的幕後花絮、宣傳片段、刪去鏡頭和影院預告片。《歡迎來到布達佩斯大飯店》在美國DVD和藍光光碟的首週銷量是有史以來第四高的電影，總共賣出92,196張賺得160萬美元。截止2015年3月，電影已賣出551,639張光碟。
標準收藏經導演許可於2020年4月28日發行《歡迎來到布達佩斯大飯店》特別版藍光光碟和DVD。光碟包括安德森、高布倫、製作人羅曼·柯波拉和影評人肯特·瓊斯（Kent Jones）的副音軌、故事板動畫、幕後花絮紀錄片、視頻文章以及全體新演員和工作人員的訪問。

## 反應

### 票房
《歡迎來到布達佩斯大飯店》被認為是意想不到的票房成功。這部電影在北美強勁的開局後表現穩定，但在完成院線上映後成為安德森市場上最高票房的電影。它在主要的歐洲和亞洲市場表現最為出色。德國是獲利最豐厚的市場，而電影與該國的聯繫正正提高了票房表現。南韓、澳洲、西班牙、法國和英國貢獻了電影部分的最高收入。《歡迎來到布達佩斯大飯店》在美國及加拿大地區共累積了5,930萬美元的票房（佔收入的34.3%），加上來自其他地區的1億1,360萬美元（65.7%），全球票房共計1億7,290萬美元，為2014年票房第46高的電影，而且是安德森目前為止最高票房的電影。
電影在法國上映首週從172家影院收穫280萬美元，票房排在《臆想成病》和《空中救援》之後。《歡迎來到布達佩斯大飯店》在巴黎的放映場數為首週週末最多。這部電影的平均影院票房為16,220美元，是目前為止安德森執導作品中在法國最好的開場成績。在第二週，上映的影院增至192家，《歡迎來到布達佩斯大飯店》在法國取得另外的164萬美元票房。下個週末的收入僅下降30%，總數為110萬美元。票房到3月24日增長了5%，《歡迎來到布達佩斯大飯店》在法國上映時總共收穫820萬美元。
《歡迎來到布達佩斯大飯店》在3月6日該週從全球727家影院收穫620萬美元，收入最高的國家是比利時（從12家影院收穫156,000美元）、奧地利（從29家影院收穫162,000美元）、德國（從163家影院收穫153萬美元）和英國（從284家影院收穫153萬英鎊或185萬美元，為前三名首映成績）。下週，它在德國票房上升11%，並收穫110萬美元。《歡迎來到布達佩斯大飯店》截止3月31日該週從德國影院取得520萬美元。在英國全面放映的第二週憑藉不斷擴大的影院存在感提高了票房，而保持票房勢頭。到了第三週，電影從458家影院收穫127萬英鎊（155萬美元）名列國家票房前十高，並受到影評人好評。一個月後，它在英國獲得1,320萬美元。《歡迎來到布達佩斯大飯店》持續擴展至其他海外市場直到3月底，較為顯著成功的上映在瑞典（以498,108美元為票房冠軍）、西班牙（以100萬為票房第三）和南韓（全國有史以來最大型特製電影開場，從162家影院收穫622,109美元）。在南韓上映的第二週，票房激增70%，達到996,000美元。在其他地方的開場週末，《歡迎來到布達佩斯大飯店》在澳洲獲得180萬美元、在巴西獲得382,000美元和在義大利獲得100萬美元。這部電影於5月27日在全球票房超過1億美元。
《歡迎來到布達佩斯大飯店》在美國開場的4家影院總共獲得811,166美元，平均202,792美元，打破的成為最賺錢的有限上映真人電影紀錄。週末收益超過了福斯的期望，是迄今為止安德森執導作品中在美國最好開場。《歡迎來到布達佩斯大飯店》還超過《月昇冒險王國》平均影院130,749美元的成績，是安德森目前為止最高有限上映開場的票房。《歡迎來到布達佩斯大飯店》對電影透過奧斯卡金像獎的威望來賺錢不再感興趣，而轉為吸引年輕和不常看電影的人，因而成為電影早期票房成功的關鍵。電影在有限上映中增加大型郊區多廳影院來保持票房勢頭，讓第二週的收入為360萬美元，並讓隨之而來的週末取得670萬美元。這部電影於3月30日該週在北美977家影院上映，正式進入全面放映。《歡迎來到布達佩斯大飯店》最成功的北美城市是紐約、洛杉磯、多倫多、華盛頓和蒙特利尔。它的上映影院在4月中旬以1,467家達到巔峰，之後逐漸下降。到4月底，電影國內收入超過5千萬美元。《歡迎來到布達佩斯大飯店》於2015年2月26日結束在北美的上映。

### 專業評價
《歡迎來到布達佩斯大飯店》進入一些影評人的前十名單。它在2016年BBC對177名專業影評人的調查中被選為21世紀百大電影之一。許多評論讚賞《歡迎來到布達佩斯大飯店》的手藝，並經常單單挑出電影的荒誕感和安德森的專業技能來作進一步讚揚，而後者創造一個想像出來的銀幕世界，且並沒有過於認真去營造。《歡迎來到布達佩斯大飯店》有時因逃避主題中某些嚴酷現實而遭到嚴厲批評。的影評人指出電影忠誠於「讓人感到有些似無重量的古怪，有時甚至霸道的俗氣冒險故事」正逐漸損害任何經認真推敲的道德教訓。電影的優點之一是對荒唐冒險的有趣處理，儘管有時候一些影評人像《紐約客》的大衛·丹拜認為它的缺點是支離破碎的敘事方法似乎導致了缺乏一系列情感連貫性的事件。
影評中常常提到演員的演技。記者覺得整體演員中帶有喜劇和戲劇性的時刻將《歡迎來到布達佩斯大飯店》的價值觀帶入生活，尤其是雷夫·范恩斯，他的演技被稱為「讓人徹底改觀」和「簡直完美」。《舊金山紀事報》的米克·拉塞爾感覺范恩斯所飾角色是一名矜持的男演員在研究如何充分展他的情感範圍，而《洛杉磯時報》的肯尼斯·圖蘭認為他散發出一種「無限但有經過精心校準的熱忱」，也是唯一一位演員能實現安德森對「幻想世界的份量和現實（一樣的願景），同時依舊能忠實於其背後的單一精神」。另一方面，《歡迎來到布達佩斯大飯店》的人物塑造卻得到影評人截然不同的意見，例如古斯塔夫被稱為「令人有心悅誠服感覺」和「充滿迷人般傷感」的男人，但在安德森的原則下，主角缺乏了其他立體主人翁的深度，象徵這部電影的核心角色似乎沒有完全被賦予血肉。
匯總媒體爛番茄收集的300篇專業影評文章中，「新鮮度」為91%，平均得分8.42分（滿分10分）。網站的共識評價為「《歡迎來到布達佩斯大飯店》一如既往的格調高雅，心思縝密到能騙到人，並再次發現魏斯·安德森使用裝飾華麗的視覺環境來表達深刻的情感想法」。Metacritic基於48篇評論文章，平均分爲88（滿分100），代表「普遍好評」。2023年8月，本片在爛番茄整理「2010年代最佳50部喜劇」的排行榜，位居第23名。

### 榮譽
《歡迎來到布達佩斯大飯店》在第87屆奧斯卡金像獎賽季時並非立刻受到青睞而佔盡優勢。這部電影在3月初的開場被認為是阻止得到奧斯卡認可的任何機會，因為通常按照行業規例，想獲得獎季關注的電影長片的較佳位置是排在秋季上映。上次在春季上映又取得最佳影片榮譽的只有和《沉默的羔羊》。隨著奧斯卡金像獎入圍名單鄰近，最有可能獲勝的電影並沒浮出水面，部分原因是評論界對這個賽季其他的強大競爭者也具有強烈反應，例如《美國狙擊手》、《逐夢大道》和《模仿遊戲》。然而，美國影評人匯編年終名單時散播他們對《歡迎來到布達佩斯大飯店》的表彰，並因在獎項巡迴中有重要的存在感而為電影增加得獎看頭。福斯探照燈影業負責人南希·烏特利（Nancy Utley）認為它的優勢是在多媒體家庭娛樂平台上長達數月的播放，為學院的投票人提供更多的觀看機會。它以9項提名（包括最佳影片和最佳導演）與《鳥人》在奧斯卡金像獎共同領跑。電影最終贏得最佳原創音樂、最佳藝術指導、最佳化妝與髮型設計和最佳服裝設計。
《歡迎來到布達佩斯大飯店》因劇本、演技、執導和科技成就方面的傑出表現而在其他獎項有一席之地。它贏得美國演員工會獎的最佳整體演出和的最佳外語片。電影還贏得3座评论家选择电影奖、5座英國電影學院獎和金球獎最佳音樂及喜劇電影。

### 腳註
1. 1 2 3  . American Film Institute.   [2020-01-24]. （原始内容存档于2020-01-24）.
2. 1 2 3  . Box Office Mojo.   [2020-01-26]. （原始内容存档于2020-01-26）.
3. ↑  . Fandango.   [2018-07-02]. （原始内容存档于2018-03-23）.
4. ↑  Oselund, R. Kurt. . Filmmaker. 2014-03-08  [2019-09-17]. （原始内容存档于2019-09-17）.
5. ↑  Seitz 2015，第31頁
6. 1 2  Weintraub, Steve. . Collider. 2014-02-24  [2019-09-15]. （原始内容存档于2019-09-15）.
7. 1 2 3 4 5 6 7  Stern, Marlow. . The Daily Beast. 2014-03-04  [2019-09-17]. （原始内容存档于2019-09-17）.
8. ↑  Prochnik, George. . The Telegraph. 2014-03-08  [2019-09-15]. （原始内容存档于2014-03-08）.
9. ↑  Perez, Rodrigo. . IndieWire. 2014-03-05  [2019-09-15]. （原始内容存档于2019-09-15）.
10. 1 2 3 4  Bernstein, Paula. . Indiewire. 2015-01-04  [2018-09-06]. （原始内容存档于2018-08-27）.
11. ↑  Seitz 2015，第32頁
12. ↑  Gross, Terry. . NPR. 2014-03-12  [2019-09-15]. （原始内容存档于2019-09-16）.
13. ↑  Edelbaum, Susannah. . Motion Picture Association. 2018-02-20  [2019-10-26]. （原始内容存档于2019-10-26）.
14. 1 2  Seitz 2015，第102頁
15. ↑  McClintock, Pamela. . The Hollywood Reporter. 2013-10-16  [2019-10-31]. （原始内容存档于2019-11-01）.
16. ↑  Strassberg, Rebecca. . Backstage. 2014-12-26  [2019-10-31]. （原始内容存档于2019-11-01）.
17. ↑  Staff. . Entertainment.ie. 2014-03  [2019-11-14]. （原始内容存档于2019-11-14）.
18. ↑  Pape, Stefan. . HeyUGuys. 2014-03-07  [2019-11-14]. （原始内容存档于2019-11-14）.
19. ↑  Siegel, Miranda. . New York. 2014-02-06  [2019-11-14]. （原始内容存档于2019-11-14）.
20. ↑  Needham, Adam. . The Guardian (Guardian Media Group). 2014-03-02  [2019-11-14]. （原始内容存档于2019-11-14）.
21. ↑  Barlow, Helen. . Special Broadcasting Service. 2014-04-10  [2019-11-14]. （原始内容存档于2019-11-14）.
22. 1 2  Kit, Borys. . The Hollywood Reporter. 2012-10-09  [2019-10-31]. （原始内容存档于2019-10-31）.
23. 1 2 3 4 5  Itzkoff, Dave. . The New York Times. A. G. Sulzberger. 2014-02-28  [2019-10-25]. （原始内容存档于2020-05-03）.
24. 1 2  Seitz 2015，第67頁
25. ↑  Seitz 2015，第72頁
26. ↑  Crow, David. . Den of Geek. 2014-03-05  [2019-10-25]. （原始内容存档于2019-10-26）.
27. ↑  Dawes, Amy. . Los Angeles Times. Tribune Media. 2014-11-25  [2019-10-25]. （原始内容存档于2019-10-26）.
28. ↑  Ryan, Mike. . HuffPost. 2012-09-29  [2018-09-06]. （原始内容存档于2020-09-12）.
29. 1 2 3  Rich, Katey. . Vanity Fair. 2015-02-21  [2018-09-06]. （原始内容存档于2019-10-26）.
30. ↑  Seitz 2015，第42頁
31. ↑  Zuckermann, Esther. . The Atlantic. 2014-03-05  [2019-10-26]. （原始内容存档于2019-10-26）.
32. ↑  Abraham, F. Murray.  (Press interview). Fandango.  事件发生在 1:57-2:00. 2014-02-25.
33. ↑  Sneider, Jeff. . Variety. 2012-11-02  [2019-10-26]. （原始内容存档于2019-10-31）.
34. 1 2  Butler, Karen. . United Press International. 2015-01-25  [2019-10-29]. （原始内容存档于2019-10-30）.
35. ↑  Crow, David. . Den of Geek. 2014-03-06  [2019-10-29]. （原始内容存档于2019-10-29）.
36. 1 2 3 4 5 6 7 8 9  Stasukevich, Iain. . American Society of Cinematographers. 2014-03  [2019-09-20]. （原始内容存档于2019-09-20）.
37. ↑  Mulcahey, Matt. . Filmmaker. 2015-04-08  [2019-09-20]. （原始内容存档于2019-09-20）.
38. 1 2  Roxborough, Scott. . The Hollywood Reporter. 2013-01-14  [2019-09-17]. （原始内容存档于2013-10-22）.
39. ↑  Seymour, Tom. . The Guardian (Guardian Media Group). 2014-03-04  [2019-10-31]. （原始内容存档于2019-10-31）.
40. ↑  Lang, Brent. . TheWrap. 2014-04-08  [2019-09-17]. （原始内容存档于2019-10-19）.
41. ↑  Roxborough, Scott. . The Hollywood Reporter. 2014-07-04  [2020-05-02]. （原始内容存档于2020-05-03）.
42. ↑  Seitz 2015，第105頁
43. 1 2 3  McPherson, Angie. . National Geographic. 2014-03-27  [2014-04-01]. （原始内容存档于2019-09-20）.
44. ↑  White, Adam. . The Telegraph. 2018-01-09  [2019-09-20]. （原始内容存档于2019-09-20）.
45. ↑  Roxborough, Scott. . The Hollywood Reporter. 2014-02-05  [2019-09-20]. （原始内容存档于2019-09-20）.
46. 1 2  Seitz 2015，第143頁
47. ↑  Laskin, Nicholas. . IndieWire. 2015-09-09  [2019-11-15]. （原始内容存档于2019-11-15）.
48. ↑  Seitz 2015，第213頁
49. ↑  Haglund, David; Harris, Aisha. . Slate. 2014-03-06  [2019-11-16]. （原始内容存档于2019-11-17）.
50. 1 2 3 4 5 6 7  CGSociety staff. . CGSociety. 2014-03-13  [2019-11-24]. （原始内容存档于2017-05-09）.
51. ↑  Seitz 2015，第151頁
52. ↑  Chung, Becky. . Vice. 2015-02-09  [2019-09-29]. （原始内容存档于2019-09-29）.
53. ↑  Seitz 2015，第163頁
54. 1 2 3 4 5  Edwards, Graham. . Cinefex. 2014-03-11  [2019-09-29]. （原始内容存档于2015-02-18）.
55. 1 2 3  Murphy, Mekado. . The New York Times. 2014-02-28  [2014-03-14]. （原始内容存档于2016-07-17）.
56. ↑  . Dazed.   [2014-03-18]. （原始内容存档于2014-03-18）.
57. ↑  . Stern. 2014-03-06  [2014-04-10]. （原始内容存档于2014-04-18）.
58. 1 2 3 4 5  Meslow, Scott. . The Week. 2014-04-02  [2019-11-27]. （原始内容存档于2019-11-28）.
59. 1 2  Staff. . Waterhouse and Dodd. 2014-03-02  [2019-11-28]. （原始内容存档于2019-11-30）.
60. 1 2 3  . Creative Review. 2014-03-11  [2020-02-26]. （原始内容存档于2014-03-12）.
61. 1 2  Rhodes, Margaret. . Fast Company. 2014-03-14  [2020-02-26]. （原始内容存档于2020-02-27）.
62. 1 2  Anderson, L. V. . Slate. 2014-03-19  [2014-03-19]. （原始内容存档于2020-02-27）.
63. ↑  Sanders, Rachel. . BuzzFeed.   [2015-01-06]. （原始内容存档于2020-02-27）.
64. 1 2  Rado, Priya. . Vanity Fair. 2014-03-07  [2020-02-28]. （原始内容存档于2020-02-28）.
65. 1 2 3 4  Seitz 2015，第89頁
66. 1 2 3 4  Kinosian, Janet. . Los Angeles Times. Tribune Media. 2014-12-04  [2020-02-28]. （原始内容存档于2020-02-28）.
67. 1 2 3 4  Seitz 2015，第90頁
68. ↑  Rich, Katey. . Vanity Fair. 2015-02-13  [2020-02-28]. （原始内容存档于2020-02-28）.
69. ↑  Reed, Ryan. . Rolling Stone. 2014-02-26  [2014-03-30]. （原始内容存档于2014-03-14）.
70. ↑  Danton, Eric R. . The Wall Street Journal. 2014-02-18  [2015-02-23]. （原始内容存档于2015-02-23）.
71. 1 2 3  Jagernauth, Kevin. . Indiewire. 2014-06-19  [2020-02-28]. （原始内容存档于2020-02-29）.
72. ↑  Lacombe, Bridgette. . Film Music. 2014-12-04  [2020-02-28]. （原始内容存档于2020-02-28）.
73. ↑  Seitz 2015，第135-136頁
74. ↑  Davis, Edward. . Indiewire. 2014-01-23  [2014-03-30]. （原始内容存档于2016-04-27）.
75. ↑  Blair, Elizabeth. . NPR. 2015-02-19  [2020-02-29]. （原始内容存档于2020-02-29）.
76. ↑  . Pitchfork. 2014-02-25  [2014-03-30]. （原始内容存档于2018-02-02）.
77. ↑  Giroux, Jack. . Film School Rejects. 2014-03-06  [2020-03-05]. （原始内容存档于2020-03-05）.
78. 1 2 3 4 5 6  Marshall, Lee. . Queen's Quarterly. Vol. 121 (Kingston, Ontario). Summer 2014: 242–251  [2020-09-12]. （原始内容存档于2020-09-12） –questia.
79. 1 2  Eisen, Norman. . The Atlantic. 2015-02-20  [2020-03-05]. （原始内容存档于2020-03-05）.
80. 1 2  Scott, A.O. . The New York Times. A. G. Sulzberger. 2014-03-06  [2020-03-05]. （原始内容存档于2020-03-05）.
81. ↑  Dilley 2017，第29頁
82. ↑  Levitz, Eric. . Salon. 2014-04-03  [2020-03-05]. （原始内容存档于2020-03-05）.
83. 1 2  Denby, David. . The New Yorker. 2014-03-03  [2020-03-05]. （原始内容存档于2017-02-06）.
84. 1 2  Dowd, A.A. . The A.V. Club. 2014-03-06  [2014-03-16]. （原始内容存档于2014-03-16）.
85. ↑  Jenkins, David. . Little White Lies. 2014-03-06  [2020-06-14]. （原始内容存档于2020-06-14）.
86. ↑  Dilley 2017，第463頁
87. ↑  Kornhaber 2017，第250-251頁
88. ↑  Suebsaeng, Asawin. . Mother Jones. 2014-03-14  [2020-03-05]. （原始内容存档于2020-03-05）.
89. 1 2  Adams, Sam. . Indiewire. 2014-03-07  [2020-04-25]. （原始内容存档于2020-04-25）.
90. 1 2  Garrett, Daniel. . Offscreen. Vol. 20 (Canada). 2016-11. ISSN 1712-9559.
91. 1 2  Brody, Richard. . The New Yorker. 2014-03-07  [2020-03-01]. （原始内容存档于2020-04-11）.
92. 1 2  Kornhaber 2017，第253-254頁
93. ↑  Leeds, David. . Medium. 2017-08-18  [2019-09-15]. （原始内容存档于2019-09-15）.
94. ↑  . Berlin International Film Festival.   [2014-02-16]. （原始内容存档于2013-03-17）.
95. ↑  Mesa, Ed. . Variety. 2014-02-15  [2020-03-05]. （原始内容存档于2020-03-05）.
96. ↑  Tartaglione, Nancy. . Deadline. 2013-11-05  [2020-03-05]. （原始内容存档于2020-03-05）.
97. ↑  Kemp, Stuart. . The Hollywood Reporter. 2014-01-21  [2020-03-05]. （原始内容存档于2020-03-06）.
98. 1 2 3  Brooks, Brian. . Deadline. 2014-03-06  [2020-03-05]. （原始内容存档于2020-03-06）.
99. 1 2  Stewart, Andrew. . Variety. 2014-04-10  [2020-03-05]. （原始内容存档于2020-03-06）.
100. ↑  Staff. . Lürzer's Archive. （原始内容存档于2020-03-06）.
101. ↑  Staff. . Deadline. 2013-10-17. （原始内容存档于2020-03-06）.
102. ↑  Vivarelli, Nick. . Variety. 2014-02-07  [2020-03-05]. （原始内容存档于2020-03-06）.
103. 1 2  Tartaglione, Nancy. . Deadline. 2014-03-03  [2020-03-05]. （原始内容存档于2020-03-06）.
104. ↑  Hipes, Patrick. . Deadline. 2015-01-16  [2020-03-16]. （原始内容存档于2020-03-16）.
105. ↑  . Blu-ray.com. 2014-04-25  [2014-04-30]. （原始内容存档于2018-02-02）.
106. ↑  Bowen, Chuck. . Slant Magazine. 2014-06-18  [2020-03-05]. （原始内容存档于2020-03-06）.
107. ↑  . The Numbers. 2014-06-22  [2020-03-05]. （原始内容存档于2020-03-06）.
108. ↑  . The Numbers.   [2020-03-05]. （原始内容存档于2020-03-06）.
109. ↑  . The Criterion Collection.   [2020-01-17]. （原始内容存档于2020-09-12）.
110. ↑  Olsen, Mark. . Los Angeles Times. Tribune Media. 2014-03-23  [2020-03-13]. （原始内容存档于2020-03-13）.
111. 1 2  Beaumont-Thomas, Ben. . The Guardian (Guardian Media Group). 2014-04-16  [2020-03-12]. （原始内容存档于2020-03-13）.
112. ↑  Brooks, Brian. . Deadline. 2015-01-09  [2020-03-13]. （原始内容存档于2020-03-13）.
113. 1 2 3  Cunningham, Todd. . TheWrap. 2014-04-04  [2020-03-13]. （原始内容存档于2020-03-14）.
114. ↑  . Box Office Mojo.   [2020-03-12]. （原始内容存档于2020-03-13）.
115. ↑  Khatchatourian, Maane. . Variety. 2014-04-14  [2020-03-13]. （原始内容存档于2020-03-13）.
116. 1 2  Tartaglione, Nancy. . Deadline. 2014-03-10  [2020-03-13]. （原始内容存档于2020-03-14）.
117. 1 2  Tartaglione, Nancy. . Deadline. 2014-03-17  [2020-03-13]. （原始内容存档于2020-03-14）.
118. 1 2  Tartaglione, Nancy. . Deadline. 2014-03-24  [2020-03-14]. （原始内容存档于2020-03-14）.
119. 1 2  Grant, Charles. . The Guardian (Guardian Media Group). 2014-03-26  [2020-03-13]. （原始内容存档于2014-03-27）.
120. 1 2 3  Tartaglione, Nancy. . Deadline. 2014-03-31  [2020-03-14]. （原始内容存档于2020-03-14）.
121. ↑  Tartaglione, Nancy. . Deadline. 2014-04-14  [2020-03-14]. （原始内容存档于2020-03-14）.
122. ↑  Tartaglione, Nancy. . Deadline. 2014-07-08  [2020-03-14]. （原始内容存档于2014-08-16）.
123. ↑  Tartaglione, Nancy. . Deadline. 2014-05-27  [2020-03-14]. （原始内容存档于2014-12-10）.
124. 1 2 3 4  Brooks, Brian. . Deadline. 2014-03-09  [2020-03-14]. （原始内容存档于2020-03-14）.
125. ↑  Busch, Anita. . Deadline. 2014-03-10  [2020-03-14]. （原始内容存档于2018-10-10）.
126. ↑  Brooks, Brian. . Deadline. 2014-03-16  [2020-03-16]. （原始内容存档于2020-03-16）.
127. ↑  Brooks, Brian. . Deadline. 2014-03-23  [2020-03-16]. （原始内容存档于2020-03-16）.
128. ↑  Brooks, Brian. . Deadline. 2014-03-30  [2020-03-16]. （原始内容存档于2020-03-16）.
129. ↑  Brooks, Brian. . Deadline. 2014-04-06  [2020-03-16]. （原始内容存档于2020-03-16）.
130. ↑  Brooks, Brian. . Deadline. 2014-04-20  [2020-03-16]. （原始内容存档于2020-03-16）.
131. ↑  Brooks, Brian. . Deadline. 2014-05-04  [2020-03-16]. （原始内容存档于2020-03-16）.
132. ↑  . Box Office Mojo.   [2020-05-17]. （原始内容存档于2020-05-18）.
133. ↑  Dietz, Jason. . Metacritic. 2014-12-06  [2020-03-17]. （原始内容存档于2020-03-17）.
134. ↑  . BBC. 2016-08-23  [2018-09-13]. （原始内容存档于2017-01-31）.
135. ↑  McCarthy, Todd. . The Hollywood Reporter. 2014-02-06  [2014-03-16]. （原始内容存档于2014-03-21）.
136. ↑  Howell, Peter. . Toronto Star.   [2014-03-16]. （原始内容存档于2014-03-16）.
137. ↑  Whitty, Stephen. . The Star-Ledger. 2014-03-07  [2014-03-16]. （原始内容存档于2014-03-16）.
138. 1 2 3 4 5  Turan, Kenneth. . Los Angeles Times (Tribune Media). 2014-03-06  [2014-03-06]. （原始内容存档于2014-03-07）.
139. 1 2  LaSalle, Mick. . San Francisco Chronicle. 2014-03-13  [2014-03-16]. （原始内容存档于2014-03-16）.
140. ↑  Lawson, Richard. . Vanity Fair. 2014-03-05  [2020-03-24]. （原始内容存档于2020-03-25）.
141. ↑  Chang, Justin. . Variety. 2014-02-06  [2020-03-23]. （原始内容存档于2014-04-13）.
142. ↑  Hines, Nico. . The Daily Beast. 2014-02-06  [2020-03-23]. （原始内容存档于2020-03-24）.
143. ↑  Esfahani, Emily. . The Atlantic. 2014-03-14  [2014-03-16]. （原始内容存档于2014-03-15）.
144. ↑  Phillips, Michael. . Chicago Tribune. 2014-03-13  [2020-03-23]. （原始内容存档于2020-03-24）.
145. ↑  Rea, Steven. . The Philadelphia Inquirer. 2014-03-14  [2014-03-16]. （原始内容存档于2014-03-15）.
146. ↑  Gleiberman, Owen. . Entertainment Weekly. 2014-03-20  [2014-03-16]. （原始内容存档于2014-03-18）.
147. ↑  Neumaier, Joe. . New York Daily News. 2014-03-06  [2014-03-16]. （原始内容存档于2014-03-09）.
148. ↑  Macdonald, Moira. . Seattle Times. 2014-03-13  [2014-03-16]. （原始内容存档于2014-03-16）.
149. ↑  . Rotten Tomatoes.   [2020-05-17]. （原始内容存档于2019-08-27）.
150. ↑  . Metacritic.   [2019-08-09]. （原始内容存档于2019-09-09）.
151. ↑  .   [2023-08-10]. （原始内容存档于2023-08-10） （美国英语）.
152. 1 2 3  Lang, Brent. . Variety. 2015-01-15  [2020-03-24]. （原始内容存档于2020-03-25）.
153. 1 2 3 4 5  Hammond, Pete. . Deadline. 2015-01-02  [2020-03-24]. （原始内容存档于2020-03-25）.
154. ↑  Kilday, Gregg. . The Hollywood Reporter. 2015-01-15  [2020-03-24]. （原始内容存档于2020-03-25）.
155. ↑  . Academy of Motion Picture Arts and Sciences.   [2015-02-23]. （原始内容存档于2015-02-23）.
156. ↑  Tartaglione, Nancy. . Deadline. 2015-01-28  [2020-03-24]. （原始内容存档于2020-03-25）.
157. ↑  Pederson, Erik. . Deadline. 2015-01-15  [2020-03-24]. （原始内容存档于2020-03-25）.
158. ↑  Brown, Mark. . The Guardian (Guardian Media Group). 2014-02-08  [2020-03-24]. （原始内容存档于2020-03-25）.
159. ↑  Couch, Aaron. . The Hollywood Reporter. 2015-01-11  [2020-03-24]. （原始内容存档于2020-03-25）.

### 文獻
- Seitz, Matt Zoller. . Harry N. Abrams. 2015. ISBN 9781613128770.
- Dilley, Whitney Crothers. . Columbia University Press. 2017. ISBN 9780231543200.
- Kornhaber, Donna. . University of Illinois Press. 2017. ISBN 9780252082726.